# APT.
APT.（羅馬化：Apateu）是韩国BLACKPINK成员Rosé與美國歌手Bruno Mars於2024年10月18日發行的合作單曲，此K-pop单曲風靡全世界，在YouTube上的播放次數已突破十八亿次大关而创下最快纪录，持續位居YouTube全世界第一名的熱門音樂影片，在Melon、Genie等韩国音乐平台和全球200多个国家的Spotify和YouTube Music流行歌曲榜上也都荣登榜首，引发世界好評回响和模仿热潮。APT.是Rosé推出的首張個人專輯《rosie》的主打單曲。

## 背景與宣傳
2024年8月16日，Rosé在美国洛杉磯出席了火星人布魯諾的演唱會，隨後在社群媒體上分享了一張穿著印有火星人布魯諾圖案襯衫的照片，引發了外界對兩人合作的猜測。10月16日，Rosé在Instagram發布了一張與火星人布魯諾一同坐著的拍立得照片，並提到她教火星人布魯諾玩一個韓國的喝酒遊戲。火星人布魯諾同日透過限時動態表示，Rosé當晚似乎試圖親吻他，進一步暗示雙方可能有音樂合作正在籌劃。
2024年10月17日，Rosé在社群平台上正式宣佈單曲APT.即將發行，並發布一張宣傳圖片，畫面中火星人布魯諾坐在鼓組後方，而Rosé穿著黑色皮衣與短裙，躺在鼓組前方。這首單曲的發行消息釋出後不久，Rosé也宣佈她的首張個人專輯《rosie》預計於12月6日推出。

## 創作
APT.由Rosé、火星人布魯諾、艾米·阿倫、克里斯多福·布罗迪·布朗、罗杰特·查哈耶特、奥马尔·费迪、菲利普·劳伦斯、塞隆·托马斯、亨利·华特、迈克尔·查普曼、尼古拉斯·秦共同創作。火星人布魯諾、Cirkut、Omer Fedi和Rogét Chahayed共同擔任製作人。歌曲包含了美國歌手托妮·貝西（Toni Basil）於1982年發行的經典歌曲Mickey的片段。
這首歌的風格融合了流行龐克等流行元素，「復古搖滾」風格的吉他段落，以及獨立搖滾與電子流行的音樂是這首歌的特點。APT.的靈感源自韓國傳統的喝酒遊戲「Apartment」（韓語：아파트），歌名也來自於該遊戲。這首歌巧妙地將遊戲的節奏性口號融入副歌，旋律「有趣且上癮」。
Rosé在接受《Vogue》訪問時表示，她最初對於發表一首以喝酒遊戲為主題的歌曲感到「有些擔心」，並曾要求團隊將這首歌從手機中刪除。然而，她發現團隊成員已經對這首歌「深深著迷」。Rosé隨後向火星人布魯諾提議合作，並向他發送了包括APT.在內的三首歌曲。當火星人布魯諾首次聽到這首歌時，詢問了「APT.」的含義，Rosé向他解釋這是一種韓國的喝酒遊戲。Rosé在訪談中表示，她「從未想過這次合作真的會成真」，對於能與火星人布魯諾合作感到非常興奮。
‘APT.’其實是我在家鄉和朋友們最喜歡玩的韓國喝酒遊戲。這個遊戲非常簡單，總能讓人會心一笑，也是派對的絕佳破冰利器。有一天晚上，我在錄音室裡教了我的團隊玩這個遊戲。當我開始唱起那段口號時，大家都被吸引了。我們玩著玩著，我說：‘我們應該把它變成一首歌。’而當Bruno加入後，剩下的事情就順理成章了！——Rosé談這首歌的起源.

## 評價
| 評論得分 | 評論得分 |
| 來源     | 評分     |
| -------- | -------- |
| 《NME》  | [ 12 ]   |

《新音乐快递》的樂評人Rhian Daly給予APT.五顆星的評價，稱這首歌是「一首充滿趣味能量的亮眼單曲，從強烈的流行搖滾節拍到令人上癮的口號式副歌，都充滿了活力。」同樣地，《Vogue》的Irene Kim也讚揚了Rosé與Bruno Mars之間的和聲，並稱這首歌是「流行龐克的愉悅之作」，「會讓歌迷們不由自主地跟著唱。」
《Paper》將APT.列入每週推薦新歌清單，稱其為「一首調皮、熱鬧的流行搖滾曲目……讓人想起丁丁乐队風格的音樂錄影帶。」《告示牌》也將此曲列入當週必聽歌曲清單，並稱其為「一首充滿拍手節奏的流行佳作」。

## 商業表現
APT.在發行後迅速成為美國及全球範圍內的串流熱門歌曲，並登上Spotify全球和美國每日串流排行榜榜首。根據業界報導，這首歌的強勁串流和銷售成績，使其有望挑戰Shaboozey的A Bar Song (Tipsy)和摩根·沃伦的Love Somebody，競爭進入美國告示牌百大單曲榜的首位。
在Spotify美國每日熱門歌曲排行榜上，APT.於發行首日排名第11位，並於第三日登上榜首。截至發行後的第四日，它仍穩居榜首位置。此外，這首歌在Apple Music的串流量也不斷上升。在ITunes上，APT.在第四日仍維持於第三名，並預計將在首週追蹤結束後，登上流行電台榜單，這也將成為Rosé首次以個人名義進入此榜。
這首歌在美國於首日獲得357萬次串流，接下來的三天每日皆突破300萬次串流，四日內總計達到1332萬次。此外，在美國市場首四天的數位銷售量達5700次下載。

## 音樂錄影帶
APT.的音樂錄影帶於2024年10月18日與單曲同步發行，由Bruno Mars和Daniel Ramos共同執導。影片呈現Rosé與Bruno Mars以車庫樂團風格進行演出，兩人輪流擔任鼓手與主唱，並身穿相配的黑色皮夾克，在充滿粉色調的佈景中表演。
在錄影帶的各個片段中，兩人不僅演奏樂器，還一起玩起了歌曲靈感來源的喝酒遊戲「Apartment」。影片中還出現了火星人布魯諾揮舞大韓民國國旗的畫面，並展示他因Rosé的意外親吻而感到「手足無措」的情境。

## 人員名單
以下資訊摘自APT.的CD單曲內頁：
主要人員
- Rosé – 主唱、詞曲創作
- Bruno Mars – 主唱、詞曲創作、製作人
- Omer Fedi – 詞曲創作、製作人
- Cirkut – 詞曲創作、製作人
- Rogét Chahayed – 詞曲創作、製作人
- Amy Allen – 詞曲創作
- Christopher "Brody" Brown – 詞曲創作
- Philip Lawrence – 詞曲創作
- Theron Thomas – 詞曲創作
- Henry Walter – 詞曲創作
- Michael Chapman – 詞曲創作
- Nicholas Chinn – 詞曲創作

製作與技術人員
- Julian Vasquez – 錄音工程
- Serban Ghenea – 混音
- Bryce Bordone – 混音助理
- Chris Gehringer – 母帶後期處理

## 榜單表現
| 排行榜（2024年）                         | 最高 排名 |
| ---------------------------------------- | --------- |
| 阿根廷（Argentina Hot 100）              | 14        |
| 澳大利亚（澳大利亚唱片业协会單曲榜）     | 1         |
| 奥地利（Ö3四十强单曲榜）                 | 4         |
| 比利时佛兰德（Ultratop五十强单曲榜）     | 9         |
| 比利时瓦隆（Ultratop五十强单曲榜）       | 6         |
| 玻利維亞（拉美監控）                     | 7         |
| 巴西（Brasil Hot 100）                   | 7         |
| 保加利亞（Prophon）                      | 3         |
| 加拿大（Canadian Hot 100）               | 2         |
| 加拿大（《告示牌》Canada CHR）           | 30        |
| 中美洲及加勒比海（FONOTICA）             | 7         |
| 中美洲（拉美監控）                       | 16        |
| 智利（拉美監控）                         | 7         |
| 哥斯大黎加（拉美監控）                   | 5         |
| 捷克（電台百大單曲榜）                   | 38        |
| 捷克（百強數位單曲榜）                   | 11        |
| 丹麥（Hitlisten）                        | 29        |
| 埃及（IFPI）                             | 6         |
| 芬兰（芬蘭官方單曲榜）                   | 26        |
| 法國（法國唱片出版業公會單曲榜）         | 13        |
| 德国（德國官方單曲榜）                   | 4         |
| 全球（Billboard Global 200）             | 1         |
| 希臘（國際唱片業協會希臘分會國際單曲榜） | 4         |
| 香港（《告示牌》）                       | 1         |
| 冰岛（Plötutíðindi单曲榜）               | 11        |
| 印度（印度音乐产业协会国际榜）           | 1         |
| 印度尼西亚（《告示牌》）                 | 1         |
| 印度尼西亚（印尼唱片業協會）             | 1         |
| 愛爾蘭（愛爾蘭唱片音樂協會单曲榜）       | 6         |
| 以色列（mako熱單）                       | 6         |
| 以色列（媒体森林國際榜）                 | 1         |
| 意大利（意大利音乐产业联盟）             | 8         |
| 日本（《告示牌》）                       | 1         |
| 日本（Oricon單曲合算榜））               | 1         |
| 黎巴嫩（黎巴嫩官方二十强榜）             | 2         |
| 立陶宛（AGATA）                          | 8         |
| 立陶宛（TopHit電台榜）                   | 1         |
| 盧森堡（《告示牌》Luxembourg Songs）     | 1         |
| 馬來西亞（馬來西亞唱片業協會）           | 1         |
| MENA（IFPI）                             | 1         |
| 荷兰（荷蘭四十強單曲榜）                 | 5         |
| 荷兰（百强单曲榜）                       | 5         |
| 新西兰（新西兰唱片音乐协会單曲榜）       | 1         |
| 尼日利亚（《唱盘》百强单曲榜）           | 35        |
| 北非（IFPI）                             | 4         |
| 挪威（世道單曲榜）                       | 7         |
| 巴拿馬（拉美監控）                       | 6         |
| 巴拉圭（拉美監控）                       | 6         |
| 祕魯（《告示牌》）                       | 2         |
| 祕魯（拉美監控）                         | 12        |
| 菲律賓（Philippines Hot 100）            | 1         |
| 波蘭（波蘭百大電台榜）                   | 13        |
| 波蘭（波蘭百大串流榜）                   | 8         |
| 葡萄牙（葡萄牙唱片業協會）               | 6         |
| 羅馬尼亞（《告示牌》）                   | 15        |
| 羅馬尼亞（TopHit電台榜）                 | 9         |
| 俄羅斯（TopHit電台榜）                   | 3         |
| 沙烏地阿拉伯（IFPI）                     | 2         |
| 新加坡（新加坡唱片業協會）               | 1         |
| 斯洛伐克（電台百大單曲榜）               | 38        |
| 斯洛伐克（百強數位單曲榜）               | 3         |
| 南非（《告示牌》）                       | 15        |
| 韓國（Circle数字榜）                     | 1         |
| 韓國（《告示牌》）                       | 1         |
| 西班牙（西班牙音樂製作協會）             | 24        |
| 蘇利南（蘇利南全國四十強榜）             | 16        |
| 瑞典（瑞典最熱榜）                       | 8         |
| 瑞士（瑞士热门音乐榜）                   | 3         |
| 台灣（《告示牌》）                       | 1         |
| 土耳其（《告示牌》）                     | 10        |
| 英國（官方榜单公司單曲榜）               | 2         |
| 烏克蘭（TopHit電台榜）                   | 1         |
| 阿拉伯联合酋长国（IFPI）                 | 1         |
| 美国（《告示牌》百大單曲榜）             | 3         |
| 美國（《告示牌》Pop Airplay）            | 9         |
| 委內瑞拉（唱片报告）                     | 34        |

| 榜單（2024年）             | 排名 |
| -------------------------- | ---- |
| 捷克（電台百大單曲榜）     | 72   |
| 捷克（百強數位單曲榜）     | 20   |
| 韓國（Circle数字榜）       | 1    |
| 斯洛伐克（電台百大單曲榜） | 99   |
| 斯洛伐克（百強數位單曲榜） | 9    |

| 榜單（2024年）                | 排名 |
| ----------------------------- | ---- |
| 奧地利（Ö3四十強單曲榜）      | 61   |
| 菲律賓（Philippines Hot 100） | 42   |
| 瑞士（瑞士熱門音樂榜）        | 97   |

## 發行歷史
| 地區   | 日期           | 格式                       | 唱片公司                 | Ref.    |
| ------ | -------------- | -------------------------- | ------------------------ | ------- |
| 全球   | 2024年10月18日 | 光碟 數位音樂下載 串流媒體 | THEBLACKLABEL 大西洋唱片 | [ 105 ] |
| 義大利 | 2024年10月18日 | 电台播放                   | 義大利華納音樂           | [ 106 ] |
| 美國   | 2024年10月22日 | 當代流行電台               | Atlantic                 | [ 107 ] |